# Challenger Series - Houston 2018
Le Challenger Series - Houston 2018, note come Oracle Challenger Series - Houston 2018 per motivi di sponsorizzazione, sono state un torneo di tennis maschile e femminile giocato su campi in cemento. È stata la 1ª edizione del torneo, che faceva parte dell'ATP Challenger Tour 2018 e del WTA Challenger Tour 2018. Il torneo si è giocato al George R. Brown Tennis Center di Houston dal 12 al 18 novembre 2018.

## Partecipanti ATP

### Teste di serie
| Nazionalità   | Giocatore        | Ranking* | Testa di serie |
| ------------- | ---------------- | -------- | -------------- |
| Stati Uniti   | Tennys Sandgren  | 61       | 1              |
| Stati Uniti   | Bradley Klahn    | 95       | 2              |
| Croazia       | Ivo Karlović     | 102      | 3              |
| Italia        | Paolo Lorenzi    | 115      | 4              |
| Taipei cinese | Jason Jung       | 128      | 5              |
| Stati Uniti   | Bjorn Fratangelo | 131      | 6              |
| Stati Uniti   | Tim Smyczek      | 140      | 7              |
| Germania      | Dominik Köpfer   | 177      | 8              |

* Ranking al 5 novembre 2018.

### Altri partecipanti
i seguenti giocatori hanno ricevuto una wild card per il tabellone principale:
- Tom Fawcett
- Sumit Sarkar
- Ronnie Schneider
- Roy Smith

I seguenti giocatori sono passati dalle qualificazioni:
- Harrison Adams
- Alexis Galarneau
- Julian Lenz
- Michael Redlicki

## Partecipanti WTA

### Teste di serie
| Nazionalità | Giocatrice        | Ranking* | Testa di serie |
| ----------- | ----------------- | -------- | -------------- |
| Svizzera    | Belinda Bencic    | 37       | 1              |
| Romania     | Monica Niculescu  | 78       | 2              |
| Regno Unito | Heather Watson    | 101      | 3              |
| Stati Uniti | Jessica Pegula    | 125      | 4              |
| Ungheria    | Fanny Stollár     | 127      | 5              |
| Stati Uniti | Varvara Lepchenko | 129      | 6              |
| Russia      | Sof'ja Žuk        | 133      | 7              |
| Rep. Ceca   | Marie Bouzková    | 142      | 8              |
| Stati Uniti | Nicole Gibbs      | 147      | 9              |

* Ranking al 5 novembre 2018.

### Altre partecipanti
Le seguenti giocatrici hanno ricevuto una wild card per il tabellone principale:
- Belinda Bencic
- Kayla Day
- Michaela Haet
- Peng Shuai
- Bianca Turati

Le seguenti giocatrici sono passate dalle qualificazioni:
- Lauren Davis
- Elizabeth Halbauer
- Dalma Gálfi
- Kristína Kučová
- Ann Li
- Whitney Osuigwe

Le seguenti giocatrici sono entrate in tabellone come lucky losers:
- Jacqueline Cako
- Louisa Chirico
- Réka Luca Jani
- Katherine Sebov

## Punti e montepremi

### Torneo ATP
| Torneo             | Torneo              | V      | F      | SF    | QF    | 2T    | 1T    | Q | Q2  | Q1  |
| Singolare maschile | Punti               | 125    | 75     | 45    | 25    | 10    | 0     | 5 | 0   | 0   |
| Singolare maschile | Premi in denaro ($) | 24,000 | 13,500 | 7,300 | 4,875 | 2,325 | 1,225 | – | 610 | 425 |
| Doppio maschile    | Punti               | 125    | 75     | 45    | 25    | -     | -     | – | –   | –   |
| Doppio maschile    | Premi in denaro ($) | 6,700  | 3,300  | 1,700 | 910   | -     | 550   | – | –   | –   |

### Torneo WTA
| Torneo              | Torneo              | V      | F      | SF    | QF    | 2T    | 1T    | Q | Q2  | Q1  |
| Singolare femminile | Punti               | 160    | 95     | 57    | 29    | 15    | 1     | 6 | 4   | 1   |
| Singolare femminile | Premi in denaro ($) | 24,000 | 13,500 | 7,300 | 4,875 | 2,325 | 1,225 | – | 610 | 425 |
| Doppio femminile    | Punti               | 160    | 95     | 57    | 29    | -     | 1     | – | –   | –   |
| Doppio femminile    | Premi in denaro ($) | 6,700  | 3,300  | 1,700 | 910   | -     | 550   | – | –   | –   |

## Campioni

### Singolare maschile
Bradley Klahn ha sconfitto in finale  Roy Smith con il punteggio di 7–6(4), 7–6(4).

### Doppio maschile
Austin Krajicek /  Nicholas Monroe hanno sconfitto in finale  Marcelo Arévalo /  James Cerretani con il punteggio di 4–6, 7–6(3), [10–5].

### Singolare femminile
Peng Shuai ha sconfitto in finale  Lauren Davis con il punteggio di 1–6, 7–5, 6–4.

### Doppio femminile
Maegan Manasse /  Jessica Pegula hanno sconfitto in finale  Desirae Krawczyk /  Giuliana Olmos con il punteggio di 1–6, 6–4, [10–8].